# 434
434 (CDXXXIV) var ett normalår som började en måndag i den julianska kalendern.

## Händelser

### Okänt datum
- Aëtius, en av kejsar Valentinianus III:s generaler, tar makten i Rom för de kommande tjugo åren.
- Proclus blir patriark av Konstantinopel.
- Attila får kontrollen över hunnerstammarna tillsammans med sin bror Bleda.

## Avlidna
- 12 april – Maximianus, patriark av Konstantinopel.